# Philippe Roy
Pour les articles homonymes, voir Roy.
Philippe Roy (né le 16 janvier 1977 à Montréal, Québec au Canada) est un joueur professionnel canadien de hockey sur glace.

## Carrière de joueur
Joueur québécois ayant évolué dans le système universitaire américain, il joua lors de quelques saisons dans les ligues mineures nord-américaines. Il joua aussi dans les championnats élites du Royaume-Uni et de la France.
Après sa carrière de joueur, il devient entraîneur-adjoint de son université, l'Université Clarkson en 2010

## Statistiques
| Saison    | Équipe                     | Ligue        |    | Saison régulière | Saison régulière | Saison régulière | Saison régulière | Saison régulière |   | Séries éliminatoires | Séries éliminatoires | Séries éliminatoires | Séries éliminatoires | Séries éliminatoires |
| Saison    | Équipe                     | Ligue        | PJ | B                | A                | Pts              | Pun              | PJ               | B | A                    | Pts                  | Pun                  |                      |                      |
| 1996-1997 | Golden Knights de Clarkson | NCAA         | 32 | 3                | 11               | 14               | 52               | -                | - | -                    | -                    | -                    |                      |                      |
| 1997-1998 | Golden Knights de Clarkson | NCAA         | 33 | 9                | 15               | 24               | 46               | -                | - | -                    | -                    | -                    |                      |                      |
| 1998-1999 | Golden Knights de Clarkson | NCAA         | 36 | 9                | 13               | 22               | 42               | -                | - | -                    | -                    | -                    |                      |                      |
| 1999-2000 | Golden Knights de Clarkson | NCAA         | 33 | 3                | 14               | 17               | 28               | -                | - | -                    | -                    | -                    |                      |                      |
| 2000-2001 | Fury de Muskegon           | UHL          | 73 | 14               | 31               | 45               | 72               | 5                | 1 | 0                    | 1                    | 12                   |                      |                      |
| 2001-2002 | Chiefs de Johnstown        | ECHL         | 63 | 5                | 33               | 38               | 43               | 8                | 4 | 3                    | 7                    | 4                    |                      |                      |
| 2001-2002 | Flames de Saint-Jean       | LAH          | 9  | 0                | 1                | 1                | 17               | -                | - | -                    | -                    | -                    |                      |                      |
| 2002-2003 | Chiefs de Johnstown        | ECHL         | 56 | 11               | 19               | 30               | 68               | -                | - | -                    | -                    | -                    |                      |                      |
| 2002-2003 | Lynx d'Augusta             | ECHL         | 8  | 3                | 3                | 6                | 13               | -                | - | -                    | -                    | -                    |                      |                      |
| 2002-2003 | Barons de Cleveland        | LAH          | 1  | 0                | 0                | 0                | 0                | -                | - | -                    | -                    | -                    |                      |                      |
| 2003-2004 | Basingstoke Bison          | EIHL         | 48 | 14               | 17               | 31               | 44               | -                | - | -                    | -                    | -                    |                      |                      |
| 2004-2005 | Diables Noirs de Tours     | Ligue Magnus | 28 | 9                | 18               | 27               | 54               | 11               | 1 | 9                    | 10                   | 53                   |                      |                      |

## Trophées et honneurs personnels
- 1997 : remporte l'Eastern College Athletic Conference avec les Golden Knights de l'Université Clarkson.